# Les Misérables. Nędznicy
Les Misérables. Nędznicy – brytyjski musical filmowy, ekranizacja musicalu scenicznego Les Misérables, który oparty jest na powieści Victora Hugo Nędznicy z 1862 roku.
Ekranizację planowano nakręcić już w latach osiemdziesiątych XX wieku, lecz dopiero w 2011 rozpoczęto produkcję. W marcu 2012 rozpoczęto zdjęcia, premiera filmu miała miejsce w grudniu 2012.
Podczas 85 gali rozdania Oskarów film wyróżniono trzema statuetkami w kategoriach:
- najlepszej aktorki drugoplanowej (dla Anne Hathaway)
- najlepszej charakteryzacji
- najlepszego montażu dźwięku

Wszyscy aktorzy wykonujący w filmie partie śpiewane wykonywali na żywo na planie filmu, podkład muzyczny był dogrywany w procesie postprodukcji.

## Fabuła

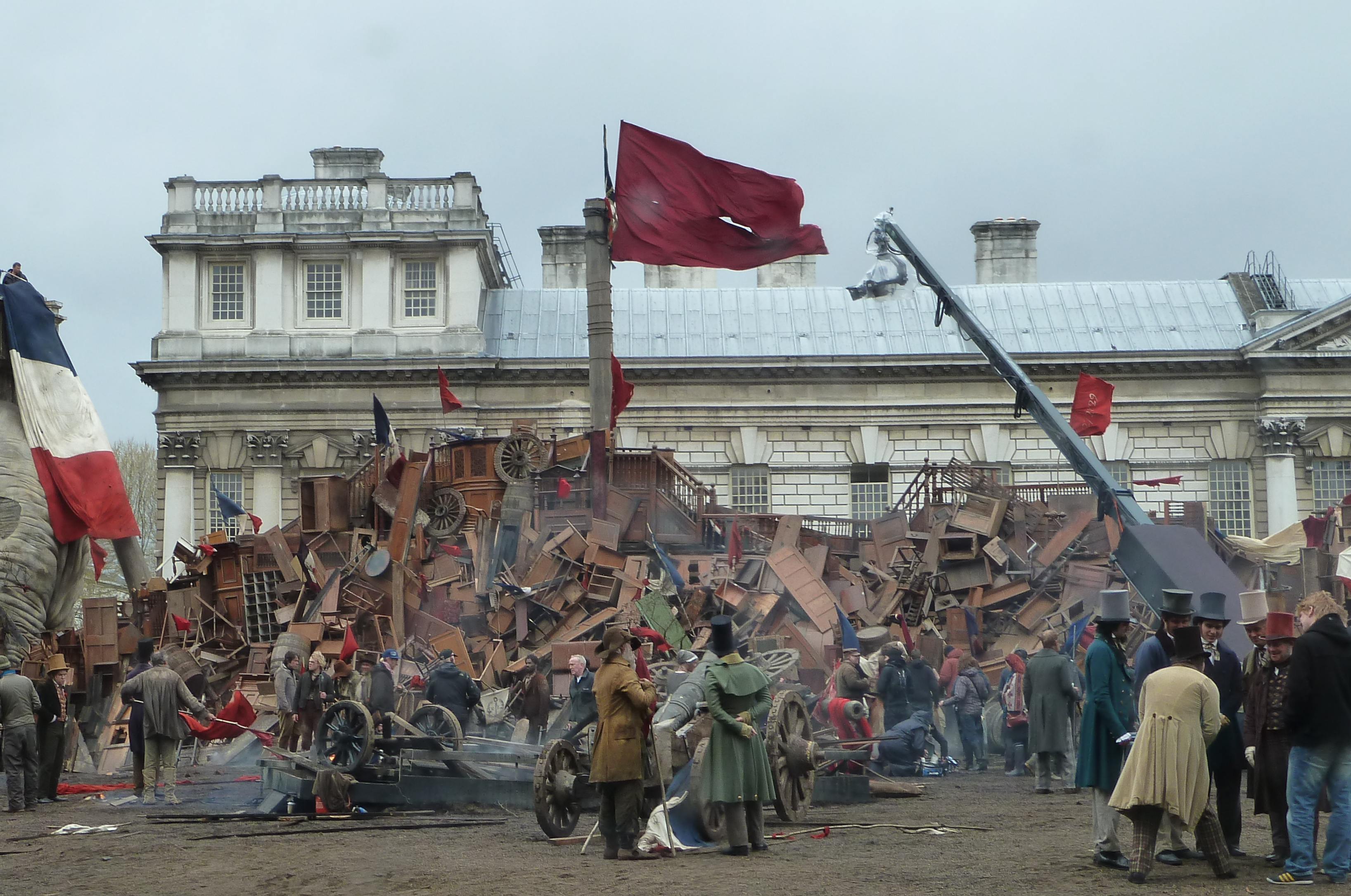
Rekonstrukcja barykady na planie filmowym Les Misérables w Greenwich

1815, skazaniec Jean Valjean zostaje zwolniony warunkowo z tulońskich galer przez strażnika Javerta. Galernik jest przeganiany z miasta do miasta ze względu na jego status społeczny. Biskup Myriel oferuje mu nocleg i posiłek, Valjean okrada go w nocy ze sreber stołowych i ucieka, zostaje jednak szybko złapany przez żandarmów. Biskup oświadcza, że srebro było darem, co skutkuje zwolnieniem więźnia. Po odejściu żandarmów biskup zobowiązuje skazańca do odmiany swego życia. Valjean przeżywa wstrząs moralny. Łamie warunki zwolnienia i znika pod zmienionym nazwiskiem.
Reżyser Tom Hooper nie chciał nakręcić wiernej ekranizacji przedstawienia na deskach teatru, lecz przyjął koncepcję realistycznego zbliżenia się (o ile to było możliwe) do pierwowzoru – powieści Nędznicy. Do filmu dodano zatem wątki i sceny i postaci wyeliminowane (z braku czasu i potrzeby uproszczenia fabuły) w musicalu scenicznym, a występujące w powieści.

## Obsada
- Hugh Jackman jako Jean Valjean
- Russell Crowe jako Javert
- Anne Hathaway jako Fantine

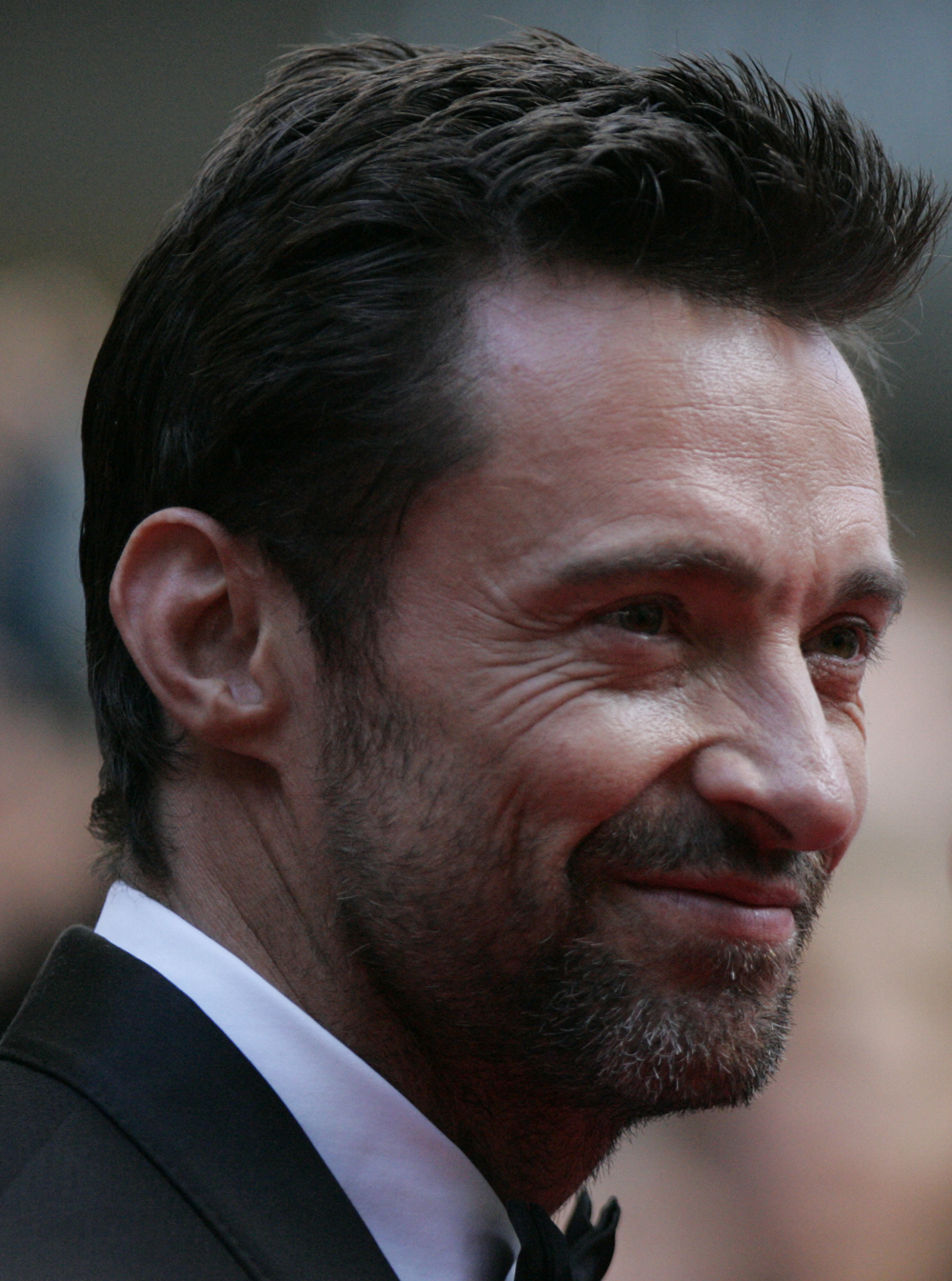
Hugh Jackman na premierze w Sydney (grudzień 2012)

- Eddie Redmayne jako Marius Pontmercy
- Samantha Barks jako Éponine
- Amanda Seyfried jako Cosette
- Helena Bonham Carter jako Madame Thénardier
- Sacha Baron Cohen jako Monsieur Thénardier
- Aaron Tveit jako Enjolras

W filmie role epizodyczne zagrało dwóch wykonawców z premiery londyńskiej musicalu Les Misérables z 1985 roku.
- Colm Wilkinson jako biskup Digne (w 1985 jako Jean Valjean)
- Frances Ruffelle jako prostytutka (w 1985 jako Éponine)

W rolach epizodycznych wystąpiło wielu wykonawców związanych współcześnie ze spektaklem na West Endzie, m.in. Alistair Brammer, Katy Secombe, Hadley Fraser, Linzi Hateley, Katie Hall.

## Utwory muzyczne
Film zawiera prawie wszystkie utwory z aktualnej wersji scenicznej musicalu (poza jednym - „Dog Eats Dog”), aczkolwiek wiele zostało znacznie skrócone (szczególnie „The Attack on Rue Plumet” i „Little People”). W utworze „Valjean's Death” partia Eponine jest wykonywana przez Biskupa. Wiele tekstów utworów zostało zmodyfikowane lub rozbudowane by uwidocznić różnice w narracji wersji musicalowej i filmowej. Zmieniono kolejność kilku utworów w stosunku do wersji scenicznej, dokomponowano również muzykę okazjonalną.
W ścieżce dźwiękowej znalazła się również całkowicie nowa kompozycja, „Suddenly”, która startowała bez sukcesu w przyznaniu Oscarów w roku 2013 w kategorii najlepszej piosenki
1. „Look Down” – Skazańcy, Javert, Valjean
2. „On Parole” – Valjean, Biskup Digne
3. „The Bishop” – Biskup Digne
4. „Valjean's Soliloquy” – Valjean
5. „At the End of the Day” – Biedacy, Nadzorca, Pracownicy, Kobiety z fabryki, Fantine, Valjean
6. „The Runaway Cart” – Valjean, Javert
7. „The Docks (Lovely Ladies)” – Marynarze, Stara Kobieta, Fantine, Dziwki, Alfons, Dentysta
8. „I Dreamed a Dream” – Fantine
9. „Fantine's Arrest” – Bamatabois, Fantine, Javert, Valjean
10. „Who Am I?” – Valjean
11. „Fantine's Death” – Fantine, Valjean
12. „The Confrontation” – Javert, Valjean
13. „Castle on a Cloud” – Młoda Cosette, Mme. Thénardier
14. „Master of the House” – Thénardier, Mme. Thénardier, Goście Zajazdu
15. „The Well Scene” – Valjean, Młoda Cosette
16. „The Bargain” – Valjean, Thénardier, Mme. Thénardier
17. „The Thénardier Waltz of Treachery” – Thénardier, Valjean, Mme. Thénardier, Młoda Cosette
18. „Suddenly” – Valjean
19. „The Convent” – Valjean
20. „Stars” – Javert
21. „Paris/Look Down” – Gavroche, Żebracy, Enjolras, Marius, Studenci
22. „The Robbery” – Thénardier, Mme. Thénardier, Éponine, Valjean
23. „Javert's Intervention” – Javert, Thénardier
24. „Éponine's Errand” – Éponine, Marius
25. „ABC Café/Red and Black” – Studenci, Enjolras, Marius, Grantaire, Gavroche
26. „In My Life” – Cosette, Valjean, Marius, Éponine
27. „A Heart Full of Love” – Marius, Cosette, Éponine
28. „The Attack on Rue Plumet” – Thénardier, Złodzieje, Éponine, Valjean
29. „On My Own” – Éponine
30. „One Day More” – Valjean, Marius, Cosette, Éponine, Enjolras, Javert, Thénardier, Mme. Thénardier, Obsada Les Misérables
31. „Do You Hear the People Sing?” – Enjolras, Studenci, Żebracy
32. „Building the Barricade (Upon These Stones)” – Enjolras, Javert, Gavroche, Studenci
33. „Javert's Arrival” – Javert, Enjolras
34. „Little People” – Gavroche, Studenci, Enjolras, Javert
35. „The First Attack” – Orkiestra
36. „A Little Fall of Rain” – Éponine, Marius
37. „Night of Anguish” – Enjolras, Marius, Valjean, Javert, Studenci
38. „Drink With Me” – Grantaire, Marius, Gavroche, Studenci
39. „Bring Him Home” – Valjean
40. „Dawn of Anguish” – Enjolras, Marius, Gavroche, Studenci
41. „The Second Attack” (Death of Gavroche) – Gavroche, Enjolras, Studenci, Oficer
42. „The Final Battle” – Orkiestra
43. „The Sewers” – Valjean, Javert
44. „Javert's Suicide” – Javert
45. „Turning” – Kobiety
46. „Empty Chairs at Empty Tables” – Marius
47. „A Heart Full of Love /Reprise/” – Marius, Cosette, Valjean, Gillenormand
48. „Valjean's Confession” – Valjean, Marius
49. „Suddenly [Reprise]” – Marius, Cosette
50. „Wedding Chorale” – Chór, Marius, Thérnardier, Mme. Thérnardier
51. „Beggars at the Feast” – Thénardier, Mme. Thénardier
52. „Valjean's Death” – Valjean, Fantine, Cosette, Marius, Biskup Digne
53. „Do You Hear the People Sing? /Reprise/” – Obsada Les Misérables
54. „End Credits Suite” – Orkiestra

Skrócona wersja zapisu muzycznego została wydana 21 grudnia 2012, 19 marca 2013 wydano pełną dwupłytową wersję.

## Produkcja filmu

### Wstępne plany
W roku 1988 jako reżyser filmu był rozpatrywany Alan Parker, w roku 1991 był nim Bruce Beresford. W 1992 roku producent Cameron Mackintosh poinformował, że film powstanie w koprodukcji z TriStar Pictures, lecz projekt nie doczekał się realizacji. W roku 2009, producent Eric Fellner rozpoczął negocjacje z Mackintoshem w celu otrzymania praw do realizacji, które zakończyły się w 2011. Fellner oraz scenarzysta William Nicholson napisali wstępny scenariusz w 6 tygodni.

### Przygotowania do realizacji
Pierwszą oficjalną zapowiedzią powstania filmu była adnotacja w napisach końcowych płyty DVD/Blu-ray zawierającej zapis galowego koncertu Les Misérables: 25th Anniversary Concert z okazji 25 rocznicy premiery londyńskiej. W marcu 2011 podjęto decyzję, że reżyserem będzie Tom Hooper. Produkcja filmu rozpoczęła się w czerwcu 2011 w koprodukcji Camerona Mackintosha i Working Title Films. Hooper zaproponował Hugh Jackmana do roli Valjeana. We wrześniu Jackman został oficjalnie ogłoszony jako Jean Valjean a Russell Crowe jako Javert. W następnym miesiącu Mackintosh potwierdził, że Fantine będzie zagrana przez Hathaway (wcześniej rozpatrywane były m.in. Amy Adams, Jessica Biel, Tammy Blanchard, Kristin Kreuk, Marion Cotillard, Kate Winslet oraz Rebecca Hall). W tym samym czasie do obsady dołączył Eddie Redmayne jako Marius Pontmercy. Do roli Éponine były przymierzane: Scarlett Johansson, Lea Michele, Tamsin Egerton, Taylor Swift oraz Evan Rachel Wood, lecz wybór Mackintosha padł na Samanthę Barks - solistkę z West Endu, która odtwarzała tę rolę m.in. w koncercie galowym z okazji 25 rocznicy musicalu.
Stosunkowo długo szukano odtwórczyni roli Cosette, casting miał miejsce w grudniu 2011 w Nowym Jorku. W styczniu 2012 rolę otrzymała Amanda Seyfried. Wkrótce prasa potwierdziła udział Tveita jako Enjolrasa. W lutym 2012 odbyły się przesłuchania odtwórców epizodów kilka dni później potwierdzono udział Heleny Bonham Carter jako Madame Thénardier, pod koniec miesiąca jako Monsieur Thénardier został zaanonsowany Sacha Baron Cohen. Obsada zaczęła próby w styczniu 2012 a zdjęcia zaplanowano na marzec 2012.

### Zdjęcia

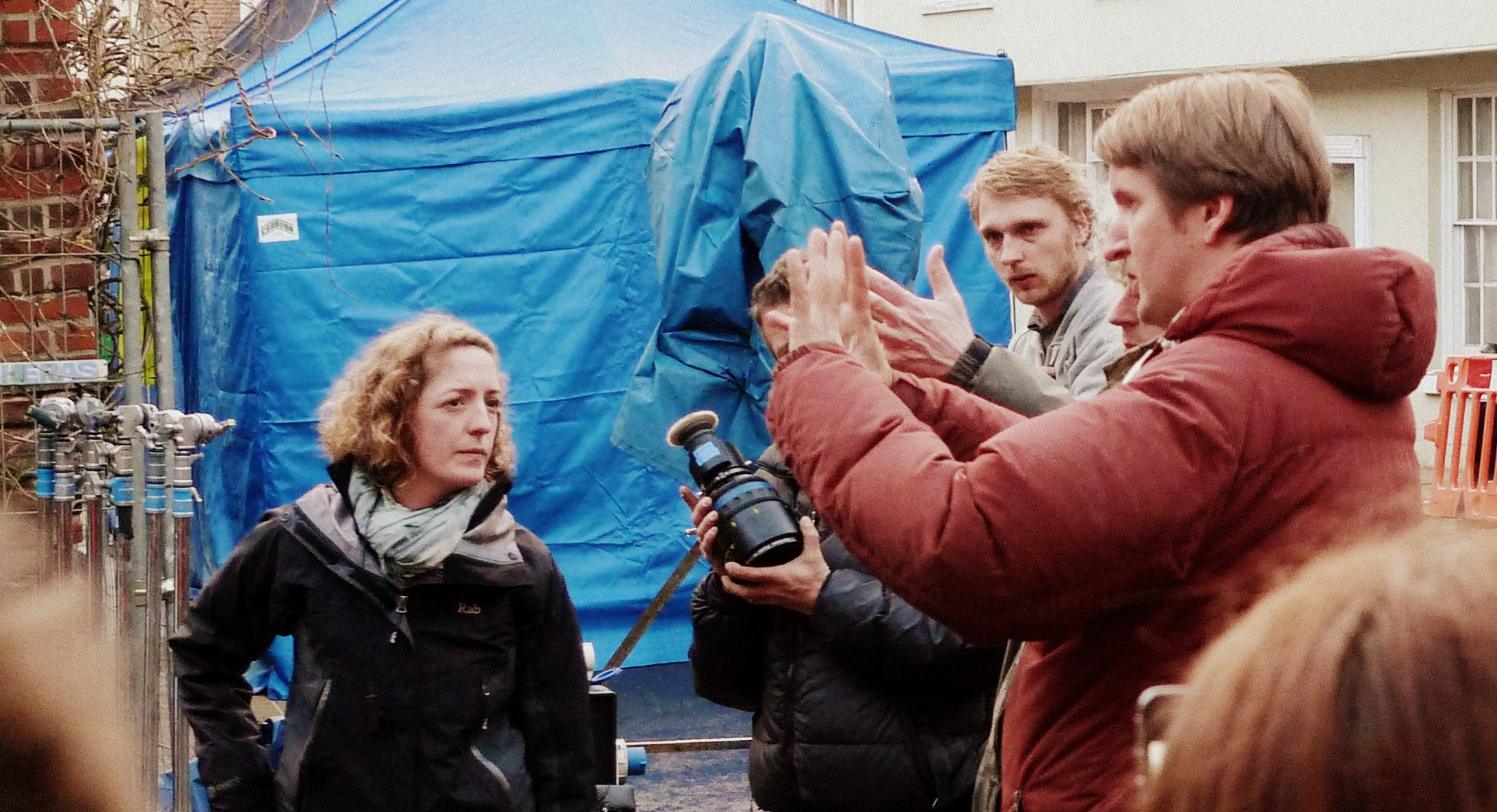
Reżyser Tom Hooper na planie filmu w Winchesterze (kwiecień 2012)

Hooper przed realizacją potwierdził, że będzie dążył do wiernej adaptacji muzycznej ograniczając partie dialogowe do minimum, a film nie będzie nakręcany w technologii 3D uznając że nie podnosi ona jakości narracji, a może odciągać publiczność od fabuły
Zdjęcia rozpoczęły się 8 marca 2012 w Gourdon (departament Alpy Nadmorskie) w południowej Francji. Film był kręcony (z niewielkimi wyjątkami) w kolejności chronologicznej. Pozostałe ujęcia kręcono w Anglii, m.in. w Winchesterze, Winchester Cathedral Close, w bazie brytyjskiej marynarki wojennej w Portsmouth, dokach Chatham, Ewelme w hrabstwie Oxfordshire, Greenwich i Pinewood Studios i zakończyły w czerwcu 2012 z jedną dokrętką wykonaną w Bath, Somerset w październiku.
Aktorzy grający główne role włożyli niejednokrotnie duży wysiłek w celu uwiarygodnienia postaci. Hathaway zdecydowała się obciąć przed kamerą własne włosy (do sceny sprzedaży włosów swojej bohaterki Fantyny), do sceny agonii aktorka straciła w krótkim czasie 25 funtów. Podobnie Jackman - do scen wstępnych filmu (jako galernik) stracił kilkanaście kilogramów pracując jednocześnie nad muskularną sylwetką, po czym musiał wrócić do wagi do późniejszych scen.

### Postprodukcja
Wszystkie partie wokalne były nagrywane bezpośrednio na planie filmowym na pomocą mikrofonów bezprzewodowych, podkład muzyczny (elektryczne pianino) dla aktorów przekazywany był przez mikro-słuchawki. To rozwiązanie dawało wykonawcom dużą swobodę w wyborze sposobu i zmian tempa interpretacji.
Dogrywanie podkładu muzycznego do partii wokalnych rozpoczęło się 10 października 2012 w Londynie przy wykorzystaniu siedemdziesięcioosobowej orkiestry. Kompozytor Claude-Michel Schönberg dokomponował dodatkowy utwór i muzykę uzupełniającą do filmu Odwrotnie niż przy nagrywaniu typowego soundtracku, w tej ekranizacji orkiestra musiała się dostosowywać do tempa wybranego wcześniej przez wokalistów.

## Premiera
Les Misérables. Nędznicy miało prapremierę 5 grudnia 2012 w Londynie, 25 grudnia 2012 w Stanach Zjednoczonych a 11 stycznia 2013 weszła na ekrany kin Wielkiej Brytanii. Prapremiera londyńska miała miejsce w kinie Empire na Leicester Square, gdzie mistrzem ceremonii był Michael Ball, oryginalny odtwórca roli Mariusa z 1985 roku.
Premiera amerykańska była pierwotnie planowana na 7 grudnia została jednak opóźniona do 25 grudnia by nie kolidować z premierą The Hobbit: An Unexpected Journey, zaplanowaną na 14 grudnia.
Film w dystrybucji kinowej przyniósł dochód w wysokości ponad 440 milionów dolarów.

## DVD / BluRay
Film pojawił się na płytach w Wielkiej Brytanii i Europie w dniu 13 maja 2013 (na DVD, Blu-ray i VOD), natomiast w USA nieco wcześniej - 22 marca 2013. DVD zawierało 3 dodatki The Stars of Les Misérables, Creating the Perfect Paris oraz The Original Masterwork: Victor Hugo's Les Misérables z reżyserskim komentarzem. The Blu-ray zawierał dodatkowo: Les Misérables Singing Live, Battle at the Barricade, The West End Connection, and Les Misérables On Location.

## Nagrody

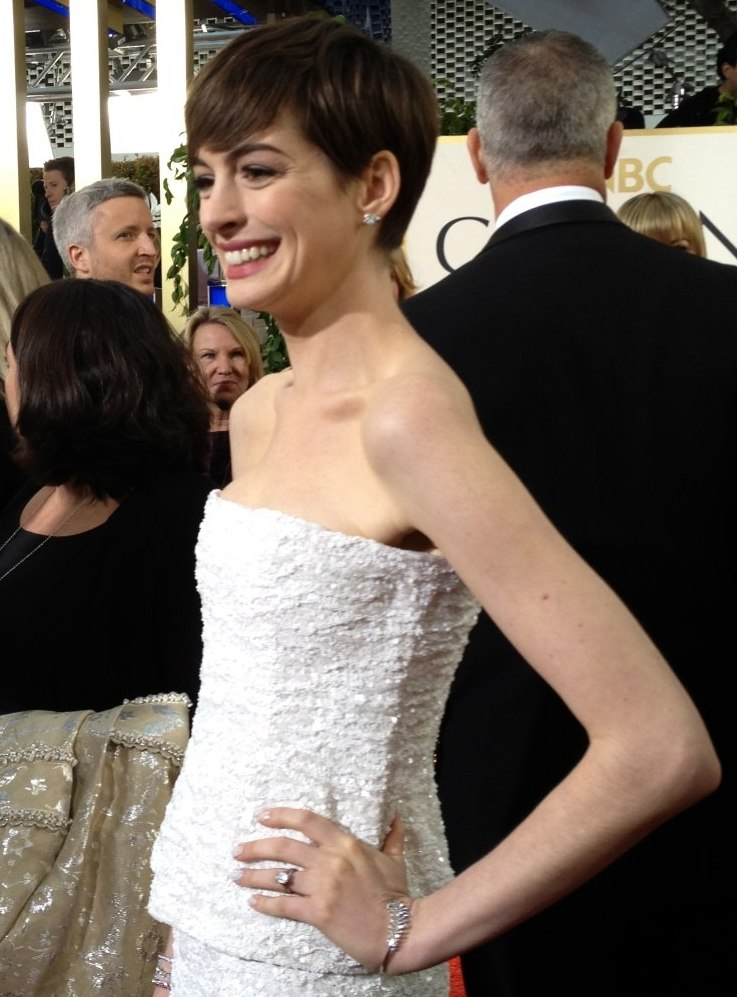
Anne Hathaway na ceremonii wręczenia Złotych Globów

Film został nominowany w 2013 do ośmiu Oscarów, w tym:
- Oscar za najlepszy film,
- Oscar dla najlepszego aktora pierwszoplanowego - Hugh Jackman[30]
- Oscar za najlepszą piosenkę oryginalną - Suddenly

i otrzymał nagrody w 3 kategoriach:
- Oscar dla najlepszej aktorki drugoplanowej dla Anne Hathaway[31],
- Oscar za najlepszą charakteryzację dla Lisy Westcott i Julie Dartnell,
- Oscar za najlepszy montaż dźwięku dla Andy Nelsona, Mark Patersona i Simona Hayesa

Były to pierwsze Oscary dla musicalu od roku 2002 (wtedy dla Chicago) oraz pierwsze nagrody za jakąkolwiek adaptację powieści Nędznicy.
Film zdobył również 3 nagrody Złotych Globów w kategoriach:
- Najlepszy film komediowy lub musical
- Najlepszy aktor w filmie komediowym lub musicalu - Hugh Jackman
- Najlepsza aktorka drugoplanowa - Anne Hathaway

oraz cztery nagrody nagrody BAFTA, w tym nagroda dla najlepszej aktorki drugoplanowej dla Hathaway.